# Vivian Naves
Vivian Cristina Albernaz Tanus Naves (Goiânia, 20 de fevereiro de 1979) é uma empresária e política brasileira, filiada ao Progressistas.Nas eleições de 2022, foi eleita deputada estadual em Goiás com 38.574 votos (1,12%  dos votos válidos). 
Ela é primeira dama da cidade de Anápolis.